# ولادیمیر ایوکوویچ
ولادیمیر ایوکوویچ (انگلیسی: Vladimir Ivković؛ ۲۵ ژوئیهٔ ۱۹۲۹ – ۱۰ مارس ۱۹۹۲) بازیکن واترپلو اهل یوگسلاوی بود.